# Putana (Vulkan)
Der Putana ist ein Stratovulkan (5890 m Gipfelhöhe) in den Anden in Nordchile, an der Grenze mit Bolivien. Er hat einen Gipfelkrater mit 500 m Durchmesser, der aus zwei inneren Kratern besteht. Der eine im Zentrum mit 130 m und der andere in der Nähe der Nordostflanke mit 300 m Durchmesser. Seine Fumarolenaktivität am Gipfelkrater wurde schon seit dem frühen 19. Jahrhundert aus weiter Entfernung beobachtet. Die Emissionsfahnen sind 100 bis 500 m hoch. Es gibt keine historischen Berichte zu seiner Aktivität und er ist auch bisher wenig erforscht, was an der Abgelegenheit und schlechten Zugänglichkeit liegt. Im Jahr 2012 wurden erstmals die Gasemissionen gemessen. Die Gastemperatur beträgt um die 85 °C. Der SO2-Ausstoss beträgt 36 bis 121 Tonnen pro Tag.